# ジャン＝バティスト・ベレー
ジャン＝バティスト・ベレー（仏:Jean-Baptiste Belley）は、サン＝ドマング選出のフランスの政治家。セネガル生まれで、かつてはフランス領西インド諸島のサン＝ドマング植民地で奴隷として働かされていた。後に解放され、フランス第一共和政期に国民公会および五百人会の議員として選出された。
彼はマルスという名でも知られていた。

## 概要
ベレーは1746年または1747年7月1日に、セネガルのゴレ島で生まれたとされているが、正確な生年および没年は不明である。2歳のときに奴隷商人によって売られ、フランス領サン＝ドマングへと送られた。その後、自身の貯蓄によって自由を買い取った。
1791年、サン＝ドマングのクレオールたちは、ブルボン王朝の打倒を目的とした奴隷反乱を扇動した。フランス本土の革命家たちも1789年の『人権宣言』の理念に共鳴し、奴隷制度の廃止が不可避であることに気づき始めた。
1793年、ベレーは歩兵大尉として、サン＝ドマングにおけるブルボン王党派との戦いに従軍し、6度の負傷を負った。1793年9月24日、サン＝ドマング北部地域の代表（代議員）として、ジャン＝バティスト・ミルズ、ルイ＝ピエール・デュフェと共に、フランス国民公会に選出され、同公会で初めて議席を得た黒人代議員となった。ベレーら3人の代議員は、ジャコバン派の中でも急進的な山岳派に属した。1794年2月3日、国民公会での討議の場で演説を行い、奴隷制廃止の決定に関与した。この日は満場一致で奴隷制度の廃止が決議された日である。
しかし、奴隷制度の公式な廃止にもかかわらず、ブルボン王政支持者たちは武装解除せず、戦争は継続した。共和国の完全な市民として認められていたベレは、黒人の権利を訴える積極的な代弁者であった。
インド洋のモーリシャス出身で奴隷制度擁護派の代議員ブノワ・グーリーが、フランス植民地における奴隷制度復活のための特別法制定を主張した際、ベレはこれに強く反発。「マシアック館クラブ」（Club de l'hôtel de Massiac）という植民地主らの圧力団体を非難し、
『植民地主の尻尾、あるいはグーリーによって暴かれたマシアック館の制度』（Le Bout d'oreille des colons, ou le système de l'Hôtel Massiac mis à jour par Gouly）という演説文を発表した。
ベレーは一時的ではあるが、人種にかかわらず、フランス本国および植民地の住民間における平等という共和主義の原則を守り抜くことに成功した。
サン＝ドマングの代表者として国民公会に提出した年齢と婚姻状況の申告書において、ベレは「ゴレ島で生まれ、48歳である。共和国の領土を一度も離れたことがなく、46年間カップ＝フランセ（現在のカパイシャン）に住んでいる」と述べている。
また、共和暦第4年ヴァンデミエール10日（1795年10月1日）付の『財産申告書』では、「共和国からの報酬以外に資産はなく、不動産は購入しておらず、自分の部屋の所持品のみが財産である」と申告している。
ベレーは五百人会でも引き続き議員を務め、1796年9月8日に再選された。1797年3月5日には「今度の5月まで五百人評議会の議員」と記された書簡を残している。1802年にはシャルル・ヴィクトール・エマニュエル・ルクレールの遠征隊と共に憲兵将校としてサン＝ドマングへ戻ったが、逮捕されフランスに送還された後、ベル＝イル＝アン＝メールに収監された。1805年には投獄中にトゥーサン・ルヴェルチュールの息子であるアイザック・ルヴェルチュール宛に書簡を送っている。同年に死去した。